# Ralf T. Vögele
Ralf Thomas Vögele (* 19. Oktober 1963 in Gottmadingen) ist ein deutscher Biologe, mit Spezialisierung in Mikrobiologie. Er ist Professor für Phytopathologie und Dekan der Fakultät Agrarwissenschaften an der Universität Hohenheim.

## Leben und Wirken
Der Grundschule in Gottmadingen folgte der Besuch des Friedrich-Wöhler-Gymnasiums in Singen mit dem Abitur 1983. Nach dem Studium der Biologie an der Universität Konstanz absolvierte Vögele ein Aufbaustudium in Mikrobiologie, wurde 1989 wissenschaftlicher Mitarbeiter im Fachbereich Biologie und 1993 mit magna cum laude zum Dr. rer nat promoviert. Es folgte ein von der DFG gefördertes Postdoktorat am College of Biological Science der University of Guelph und der McMaster University in Hamilton.
Nach Vögeles Rückkehr an die Universität Konstanz erfolgte die Habilitation an der mathematisch-naturwissenschaftlichen Sektion dieser Universität. Der Titel der Habilitationsschrift: The Role of Haustoria in the Biotrophic Interaction of the Rust Fungus Uromyces fabae and its Host Plant Vicia faba. Es folgte die Verleihung der Venia legendi für die Fächer Phytopathologie und Mikrobiologie sowie die Ernennung zum Akademischen Rat.
Im Jahr 2010 folgte Vögele dem Ruf an die Universität Hohenheim auf die Professur Phytopathologie, er war gleichzeitig geschäftsführender Direktor des Instituts für Phytomedizin (2010–2014 und 2017–2020) und ist seitdem Stellvertretender Direktor. Vögele ist seit 2015  Dekan der Fakultät Agrarwissenschaften und wurde auch in der 4. Wahlperiode im Amt bestätigt.
Ralf Vögele ist verheiratet, das Ehepaar hat eine Tochter.